# Tetracanthella pacifica
Tetracanthella pacifica är en urinsektsart som beskrevs av Josef Rusek och Marshall 1977. Tetracanthella pacifica ingår i släktet Tetracanthella och familjen Isotomidae. Inga underarter finns listade i Catalogue of Life.